# سیندر
سیندر یا سینیدر روستایی در دهستان افین بخش زهان شهرستان زیرکوه استان خراسان جنوبی ایران است. بر پایه سرشماری عمومی نفوس و مسکن در سال ۱۳۹۰ جمعیت این روستا ۳۶۸ نفر (در ۱۱۲ خانوار) بوده است.